# Oskar Pischinger
Oskar Pischinger (28. August 1863 – 7. Jänner 1919 in Wien) war ein österreichischer Zuckerwarenfabrikant. 

## Leben

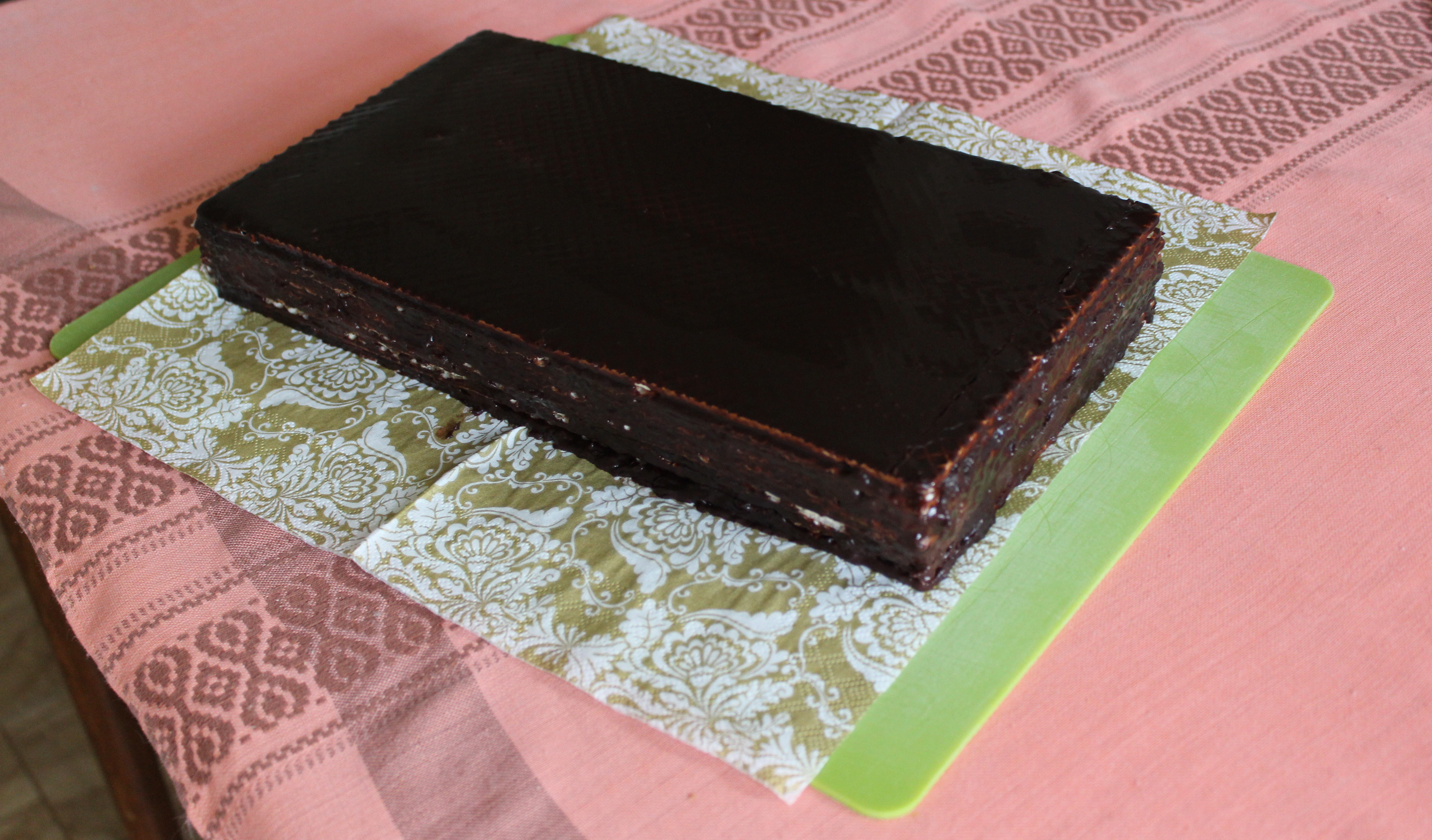
Pischingerův dort (Pischinger Torte)

Pischinger war der Sohn des Unternehmers Leopold Pischinger, der 1849 die Zucker- und Galanteriewarenfabrik L. Pischinger & Sohn in Wien gegründet hatte und erlernte den Beruf des Zuckerbäckers bei seinem Vater. Später eröffnete er seine eigene Biskuit- und Zwiebackfabrik in Wien-Neubau, 1889 trat er jedoch in den väterlichen Betrieb ein. Die Süßwarenfabrik Pischinger war von Beginn an mit modernen Maschinen ausgerüstet, die durch ständige Erneuerung stets dem aktuellen technischen Stand entsprachen. Um sich am hart umkämpften Süßwarenmarkt zu behaupten, brachte Pischinger laufend neue Sorten heraus, die mit zahlreichen Preisen ausgezeichnet wurden.
In den 1880er Jahren erfand Oskar Pischinger die Pischinger Torte, ein gefülltes Waffelgebäck, das zum Verkaufserfolg wurde und dem Familienunternehmen zum europaweiten Aufschwung verhalf. Das Unternehmen florierte und beschäftigte um die Jahrhundertwende (mit saisonalen Unterschieden) zwischen 200 und 500 Arbeiter. L. Pischinger & Sohn hatte zahlreiche Zweigbetriebe in der gesamten Monarchie (u. a. in Preßburg, Krakau, Czernowitz, Esseg, Budapest).
Oskar Pischinger leitete von 1889 bis 1902 als offener Gesellschafter bzw. Alleininhaber das Unternehmen und wirkte anschließend noch bis 1907 als technischer Direktor. 1908/09 gründete er erneut ein eigenes Süßwarenunternehmen unter seinem Namen. Beide Unternehmen stellten nun die Pischinger Torte her und standen in direkter Konkurrenz zueinander, was in der Zwischenkriegszeit auch zu Gerichtsverfahren wegen unlauterem Wettbewerb führen sollte.
In Osteuropa gelten Pischinger (tschechisch Pišingr, polnisch Piszinger) noch heute als Synonym für Waffelgebäck und Oblatentorten.

### Rechtsstreit der Erben und weitere Entwicklung
Oskar Pischinger hinterließ zwei Söhne, Oskar junior und Jacques, welche die Fabrik nach dem Tode des Vaters erbten. Das Unternehmen wurde Ende 1925 aufgelöst und die Brüder vereinbarten, Jacques solle den Markt in Österreich und Oskar den Markt in Deutschland bedienen. Später kam es zu Streitigkeiten zwischen den Erben wegen einer nicht erfolgten Zahlung der Abfindung durch Jacques und darauf folgenden Vertragsverletzungen durch Oskar Pischinger. Der Rechtsstreit wurde schlussendlich vor Gericht entschieden, sodass Oskar Pischinger junior unter anderem den Zusatz Oskar Pischinger nicht in der Firmierung seiner Confiserie verwenden durfte.
Während sich der deutsche Unternehmenszweig nur bis zur Beschlagnahmung durch die Deutsche Wehrmacht (1942) hielt, stellte die österreichische Firma Oskar Pischinger von 1945 bis zur Übernahme durch Bensdorp in den 1960er Jahren ihre Waffeln in einer Fabrik in Wiener Neustadt her. 1949 gründete ein weiterer Nachfahre, Kurt Pischinger, eine Süßwarenproduktion unter seinem Namen in Wien. Dieses Unternehmen wird 1980 an Victor Schmidt & Söhne verkauft, die 1990 auch die Rechte des Unternehmens Oskar Pischinger übernahmen und somit die einzelnen zersplitterten Unternehmen wieder zusammenführten.
Seit 2006 gehört Pischinger zur Wiener Confiserie Heindl.